# Logonna-Daoulas
Logonna-Daoulas é uma comuna francesa na região administrativa da Bretanha, no departamento Finisterra. Estende-se por uma área de 12,11 km². Em 2010 a comuna tinha 2 178 habitantes (densidade: 179,9 hab./km²).